# Orthonevra kozlovi
Orthonevra kozlovi är en tvåvingeart som först beskrevs av Stackelberg 1952.  Orthonevra kozlovi ingår i släktet glansblomflugor, och familjen blomflugor. Inga underarter finns listade i Catalogue of Life.